# RuPaul's Drag Race
RuPaul's Drag Race és un programa de telerealitat i concurs de televisió estatunidenc produït per World of Wonder per a LOGOtv, i des de la novena temporada 9 per VH1. El programa mostra a RuPaul en la seva cerca de la "Següent Superestrella Drag Nord-americana" mentre fa el paper de presentador, mentor i jurat principal del concurs, ja que els concursants reben desafiaments i proves diferents cada setmana. El programa té grup de jutges propis, incloent RuPaul, Michelle Visage, Ross Mathews, Carson Kressley i altres jutges convidats, que critiquen i valoren la realització i el progrés dels concursants en cada prova o desafiament que se'ls planteja.
RuPaul's Drag Race ha emès quinze temporades i ha inspirat dos spin-off, RuPaul's Drag U i RuPaul's Drag Race: All Stars, L'espectacle s'ha convertit en el programa de televisió més preuat de Logo TV, i es transmet internacionalment a Austràlia, Canadà, Regne Unit, Israel i altres països. Netflix ofereix els episodis a partir de la segona i fins a la novena temporada.
El programa ha estat guardonat o nominat en diversos premis: RuPaul va guanyar l'Emmy com a millor amfitrió rellevant d'un programa de reality de 2016 i 2017 i el programa va ser resultar premiat com a millor reality en els 21 GLAAD Media Awards. També ha estat nominat a 4 Premis de la crítica televisiva (Critics' Choice Television Award), entre d'altres.

## Temporades
| Temporada   | Premiere             | Final                  | Concursants | Guanyadora         | Finalistes                                             | Miss Congeniality    | Episodis |
| ----------- | -------------------- | ---------------------- | ----------- | ------------------ | ------------------------------------------------------ | -------------------- | -------- |
| 1           | 2 de febrer de 2009  | 23 de març de 2009     | 9           | BeBe Zahara Benet  | Nina Flowers                                           | Nina Flowers         | 9        |
| 2           | 1 de febrer de 2010  | 26 d'abril de 2010     | 12          | Tyra Sanchez       | Raven                                                  | Pandora Boox         | 12       |
| 3           | 24 de gener de 2011  | 26 d'abril de 2011     | 13          | Raja               | Manila Luzon                                           | Yara Sofia           | 13       |
| 4           | 30 de gener de 2012  | 30 d'abril de 2012     | 13          | Sharon Needles     | Chad Michaels Phi Phi O'Hara                           | Latrice Royale       | 14       |
| All-Stars 1 | 22 d'octubre de 2012 | 26 de novembre de 2012 | 12          | Chad Michaels      | Raven                                                  | -                    | 6        |
| 5           | 28 de gener de 2013  | 6 de maig de 2013      | 14          | Jinkx Monsoon      | Alaska Thunderfuck Roxxxy Andrews                      | Ivy Winters          | 14       |
| 6           | 24 de febrer de 2014 | 19 de maig de 2014     | 14          | Bianca del Rio     | Adore Delano Courtney Act                              | BenDeLaCreme         | 14       |
| 7           | 2 de març de 2015    | 1 de juny de 2015      | 14          | Violet Chachki     | Ginger Minj Pearl                                      | Katya Zamolodchikova | 14       |
| 8           | 7 de març de 2016    | 16 de maig de 2016     | 12          | Bob the Drag Queen | Kim Chi Naomi Smalls                                   | Cynthia Lee Fontaine | 10       |
| All-Stars 2 | 25 d'agost de 2016   | 27 d'octubre de 2016   | 10          | Alaska Thunderfuck | Detox Katya Zamolodchikova                             | -                    | 9        |
| 9           | 24 de març de 2017   | 23 de juny de 2017     | 14          | Sasha Velour       | Peppermint                                             | Valentina            | 14       |
| All-Stars 3 | 25 de gener de 2018  | 15 de març de 2018     | 10          | Trixie Mattel      | Kennedy Davenport                                      | -                    | 8        |
| 10          | 22 de març de 2018   | 28 de juny de 2018     | 14          | Aquaria            | Eureka O'Hara Kameron Michaels                         | Monét X Change       | 14       |
| 11          | 28 de febrer de 2019 | 30 de maig de 2019     | 15          | Yvie Oddly         | Brooke Lynn Hytes                                      | Nina West            | 14       |
| 12          | 28 de febrer de 2020 | 29 de maig de 2020     | 13          | Jaida Essence Hall | Crystal Methyd Gigi Goode                              | Heidi N Closet       | 14       |
| 13          | 1 de gener de 2021   | 23 d'abril de 2021     | 13          | Symone             | Kandy Muse Gottmik Rosé                                | LaLa Ri              | 16       |
| 14          | 2022                 | 2022                   | 14          | Willow Pill        | Lady Camden Bosco Daya Betty Angeria Paris VanMichaels | Kornbread Jeté       | 16       |